# Vincenzo Pinali
Vincenzo Pinali (Cordenons, 27 marzo 1802 – Padova, 7 dicembre 1875) è stato un medico italiano.

## Biografia

### La famiglia Pinali tra Cordenons e Pordenone
I Pinali erano presenti a Pordenone fin dal XVI secolo e presso il borgo di San Giorgio avevano la loro residenza storica, ma già alla fine del 1500 risale la presenza documentata della famiglia Pinali a Cordenons. Nessuno degli odierni palazzi riporta però elementi distintivi delle loro proprietà e quindi non è possibile riconoscere la residenza di alcun membro della famiglia; tuttavia rimangono dei riferimenti letterari d'archivio e delle mappe catastali che attestano perlomeno i beni in loro possesso, che hanno permesso di identificare le sontuose proprietà della famiglia Pinali.
Molte fonti d'archivio citano Damiano Pinali, padre di Vincenzo, in veste di avvocato, amministratore e possidente presso la città di Pordenone. Se a Pordenone Damiano esprimeva al meglio la sua bravura professionale, a Cordenons manteneva vivi gli affetti nella casa paterna, a fianco dei genitori e dei fratelli con i quali a Nogaredo trascorse la sua giovinezza fino al momento del matrimonio con Marina Malossi, dalla quale ebbe tre figlie: Antonia, Virginia e Teresa.
Il 7 febbraio 1796 convolò in seconde nozze con Andreanna Contessa di Ragogna di Torre, nata il 17 luglio 1764 e madre di Vincenzo Pinali.

### L'infanzia e gli studi
Vincenzo Antonio Luigi Pinali, figlio di Damiano Pinali e Andreanna Ragogna, venne alla luce nella notte del 27 marzo 1802.
Nacque a Cordenons, all'epoca ancora sotto il Comune di Pordenone (Friuli-Venezia Giulia), divenuto indipendente nel 1815. A causa di questa nuovo assetto comunale, rimane ancora una questione dibattuta se considerarlo originario propriamente di Cordenons o di Pordenone.
Grazie allo zio Antonio, canonico nella città di Cividale, Vincenzo Pinali poté frequentare la scuola elementare presso il collegio convitto dove si trovava lo zio.
Terminati gli studi primari, si inserì presso gli uffici del censo di Pordenone, ma il suo recondito desiderio era quello di proseguire gli studi al ginnasio per affrontare poi quelli universitari; solo così sarebbe potuto entrare nel mondo della scienza e realizzare la sua vera aspirazione. 
Grazie all'eredità ricevuta da Francesco Bernardi, affrontò gli studi superiori ad indirizzo scientifico in un'altra città, poiché a Cordenons non esisteva Ginnasio o liceo in cui poter ricevere una preparazione adeguata.
Si trasferì quindi a Padova dove si iscrisse alla Facoltà di Medicina nell'anno accademico 1828-29. 
Ebbe illustri insegnanti che l'ateneo allora poteva vantare quali Floriano Caldani, anatomico e studioso del sistema nervoso, il quale realizzò con lo zio Marco Antonio uno dei più famosi atlanti anatomici, Rudolf Lamprecht insegnante in ostetricia, Steer e Gallino.
Completò il suo percorso di studi recandosi a Vienna, la cui Scuola Clinica costituiva un passaggio obbligatorio per tutti i laureandi dell'area scientifica. Terminato il tirocinio, tornò a Padova dove si laureò il 25 agosto 1831 in medicina e l'anno seguente in chirurgia. 
La sua tesi di laurea portava questo titolo: Melancholia-Dissertatio Iungularis, ossia la Depressione, che rappresenta un'argomentazione introduttiva alla sua carriera. Già da quel lavoro traspare il suo spirito innovatore, attento a distinguere alcuni aspetti dell'indagine scientifica. Oscar Luzzatto così commenta:
(Oscar Luzzatto)
Egli metteva in guardia da "quell'educazione che induce la debolezza negli animi dei fanciulli, inchioda a terra i princìpi, scintilla della luce divina, e, a coloro che vivono licenziosamente, sottomette la mente alle illusioni dell'immaginazione."
Dopo la laurea passò alla Clinica Medica Superiore diretta dal professore viennese Franz Wilhelm Lippich, uno dei più qualificati e competenti dell'Ateneo Padovano del XIX secolo.
Nel 1836, pur giovane, Vincenzo Pinali ricevette l'incarico di Medico Municipale di Padova durante diffusione del colera. Ed allora egli seguì con tanta attenzione i principali problemi inerenti alle cause, alla natura e alla contagiosità della malattia, da farne un oggetto di studio e di trattazione scientifica.

### Il matrimonio
Nella ristretta cerchia di figure illustri di Cordenons con cui la famiglia Pinali aveva delle relazioni, Vincenzo Pinali allacciò una conoscenza diretta con Teresa Co. di Porcia e Brugnera, figlia di Germanico Alfonso, una delle più prestigiose e facoltose famiglie del Friuli occidentale.
I due convolarono a nozze il 23 ottobre del 1836. Lui aveva 34 anni, mentre lei ne aveva compiuti 20. 
Nel momento in cui cominciavano ad apparire i tanto attesi incarichi presso la Clinica Medica, la vita di coppia fu stroncata: la giovane sposa il 26 giugno 1843 morì all'età di 27 anni.
Dopo la perdita di Teresa, Vincenzo Pinali sposò Maria Anna Marcon, ma anche questa fu una breve parentesi; il destino gli portò via anche la seconda moglie.
Cercò allora conforto fra le braccia di Rosa Basevi che divenne la sua terza compagna. Da lui amatissima, Rosa gli sopravvisse ma fu colpita da una malattia mentale.

### Gli anni d'insegnamento e la morte
Nel 1840 Pinali iniziò l'insegnamento clinico e nel 1857 venne chiamato come successore di Giuseppe Corneliani alla direzione della cattedra di Clinica Medica dell'Università di Padova, incarico che mantenne fino alla morte. Quando ricevette l'incarico direttivo la situazione circa gli strumenti medici era di estrema povertà. Vincenzo Pinali dotò la clinica padovana di ogni strumento necessario, tanto da collocarla tra le più complete ed esemplari d'Europa. L'esempio più significativo fu l'introduzione che egli fece, per primo, dello stetoscopio nella Clinica Medica a Padova; questo nuovo strumento per la diagnostica delle malattie polmonari, inventato da René Laennec, era diffuso anche nelle migliori cliniche di Parigi e Vienna.
In seguito alla sua morte, avvenuta nel primo mattino nella sua casa a Padova, il 7 dicembre 1875, Vincenzo Pinali lasciò all'Università di Padova la sua ricca biblioteca e un cospicuo lascito in denaro. Dei suoi numerosi scritti rammentiamo quelli sulla miliaria, sul colera, sulla polmonite (per la quale raccolse per cinque anni dati statistici sui casi studiati nella sua clinica), sull'uso terapeutico del solfito di sodio nelle malattie dello stomaco.

## Il pensiero e la personalità

Vincenzo Pinali

Vincenzo Pinali fu tra i primi a condividere alcuni insegnamenti teorici e pratici che erano propri di affermati maestri europei; ad esempio egli fu un esponente dell'emergente teoria dell'organicismo.
A fianco di una preparazione teorica manteneva costante quella pratica; era solito mettere in primo piano gli esami sistematici dell'ammalato; dopo aver acquisito una serie di dati a lui significativi, passava ad esporre la sua valutazione. A causa del suo spirito innovatore, da un lato si trovava in conflitto con i suoi colleghi medici che agivano e lo contrastavano su posizioni opposte e dall'altra invece ciò gli giovava nel campo dell'insegnamento, su cui versava ogni attenzione, in quanto negli allievi vedeva "il futuro della medicina".
Il suo metodo educativo era racchiuso in una sola parola: la severità. Non concepiva altro mezzo di educazione. Ed i tratti del suo volto descrivevano interamente il suo essere persona severa ed autorevole. Era pallido e serio, mai allegro e iroso; riflessivo in ogni suo movimento; freddo nei modi e, a chi lo conosceva superficialmente, non risultava per nulla gradevole. A fianco della sua severità e caparbietà nello studio e nell'applicazione di medico aveva la modestia che era altrettanto conosciuta ed apprezzata da colleghi e studenti. Mai Pinali disprezzò il lavoro ed il sapere di chi lo circondava, con cui sapeva confrontarsi e non si imponeva.
Obbligava gli studenti a parlare come lui pretendeva poiché li considerava una parte di sé. Per i negligenti, gli svogliati aveva parole amare e severe, tanto era contraria al suo sentimento la noncuranza per l'arte. 
Sul piano delle teorie, utilizzava la tattica di non accogliere d'impeto ogni dottrina che giungesse e potesse generare un atteggiamento di repulsione o di freno e allo stesso tempo abbandonava quelle che comunque a lui parevano ormai tramontate. Sperimentava e adeguava le nuove proposte ai risultati che otteneva.
Nonostante il successo, continuava a dedicare tutto il suo tempo allo studio, ad eccezione di alcuni giorni di pausa che si permetteva per vedere la sua terra natia, il Friuli.
La cura di chi soffriva e la somministrazione delle medicine richiedeva per Pinali il massimo della sua attenzione e scrupolosità; il letto degli ammalati era il momento in cui faceva la sintesi del suo studio e delle sue capacità.
Di fronte a situazioni di difficile intervento, quando le aspettative potevano essere veramente ridotte, era solito stimolare i pazienti a porsi positivamente in ogni situazione, nella prospettiva di raggiungere un miglioramento, convinto che la rassegnazione non portava alcun beneficio alla persona.
Sosteneva poi di apprendere assai più da una diagnosi sbagliata che non da cento indovinate: l'errore lo faceva riflettere e lo stimolava a prospettare una nuova soluzione all'indagine.
Venerava i maestri Ippocrate e Galileo e nel cogliere al meglio ciò che offrivano le innovazioni, imponeva se stesso una distinzione tra il vero, l'apparente ed il falso.

## La produzione letteraria
Pinali non si dedicò molto alla scrittura, era orientato piuttosto verso il contatto diretto con il malato.
Tra i suoi scritti vanno ricordati: La Melancholia (1831) , Intorno al cholera di Padova (1837), Sull'Organicismo e sul Vitalismo (1862-63), Statistica quinquennale delle pneumoniti curate nella sua Clinica (1870), Lezioni ed osservazioni cliniche dirette allo scopo di rischiarare gli effetti del salasso nella cura della pneumonite (1870).
Tra questi studi, quello sulla tubercolosi lo portò alla ribalta europea per aver introdotto, per primo, la statistica sui casi da lui studiati nell'arco di cinque anni: un articolato resoconto sulle questioni riguardanti la diagnosi, le complicazioni e le cure di questa temuta malattia, frequentemente causa di morte.

## Il testamento e il lascito all'Università di Padova

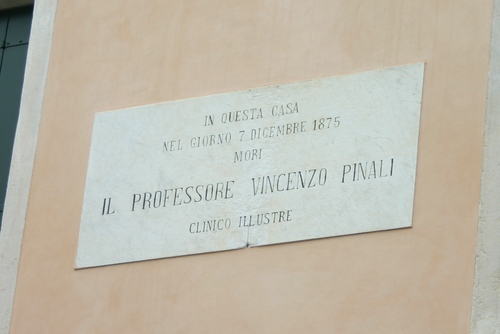
Iscrizione sulla casa di Vincenzo Pinali

Nell'atto testamentario manifesta la volontà di lasciare una gran parte del proprio cospicuo patrimonio all'Università di Padova affinché vi fosse istituita una biblioteca medica:
-tutti i miei libri medici con le librerie in cui sono custoditi;
-la somma di italiane lire centomila (...)»
(Vincenzo Pinali)
Vincolò quindi il denaro all'esclusivo uso da lui citato e per un buon impiego sarebbero intervenuti il Rettore, il preside e i professori. Il tutto doveva concretizzarsi nell'arco di tre anni, un limite messo espressamente, temendo che la realizzazione delle opere potesse perdersi in inconcludenti meandri burocratici. In caso contrario tutto sarebbe andato a beneficio dei suoi eredi.
Nacque così, nel 1873, la Biblioteca Pinali, così chiamata proprio in onore del medico che ne permise la costruzione.